# Pionierhaus
Als Pionierhaus (oder „Haus der [Jungen] Pioniere“ oder auch „Pionierpalast“) wurden Kinderfreizeitzentren der sozialistischen Staaten bezeichnet. Pioniere war die Bezeichnung für Mitglieder in den sozialistischen Kinderorganisationen.

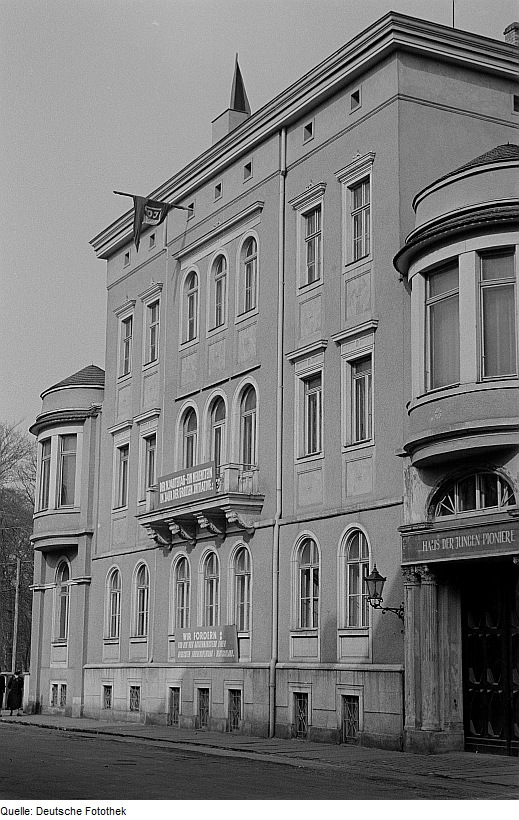
Haus der Jungen Pioniere in Leipzig

## Pionierhäuser in der DDR
Nach einer Studienreise im Juli 1949 in die Sowjetunion unter Leitung von Gerhard Heidenreich wurde die Idee der dort seit den 1930er Jahren bestehenden Pionierhäuser von der DDR übernommen. 1983 gab es in der DDR 142 Pionierhäuser. Sie waren oft nach Vertretern der kommunistischen Bewegung benannt und wurden von der Pionierorganisation „Ernst Thälmann“ unterhalten. Einige der Häuser verfügten mit sogenannten Pionierparks auch über teils weitläufige Außenanlagen.
Das größte Zentrum dieser Art befand sich in Ost-Berlin. Bis Ende der 1970er Jahre war es das Zentralhaus der Jungen Pioniere „German Titow“ in Berlin-Lichtenberg. Mit der Eröffnung des Pionierpalastes „Ernst Thälmann“ im Pionierpark in der Wuhlheide 1979 fungierte dieser als größtes Zentrum. Lokale Pionierzentren gab es außerdem in allen Bezirkshauptstädten, wobei die Pionierzentren Leipzig (Haus der Jungen Pioniere „Georg Schwarz“) und Dresden (Pionierpalast „Walter Ulbricht“ im Schloss Albrechtsberg) die größten waren.
Die Pionierhäuser waren zum Teil in historischen Gebäuden untergebracht, so im Dessauer Palais Bose, im Erfurter evangelischen Ratsgymnasium, dem Peißnitzhaus in Halle (Saale), dem Löbauer Haus Schminke, im Klosterbergegarten in Magdeburg, der Cruciskirche in Sondershausen, im Stralsunder Haus Knieperdamm 5, im Stadthafen von Neustrelitz, in der Villa Wartburgallee 55 in Eisenach und im Schwanenschloß Zwickau.
Ein Großteil der Arbeit mit den Kindern fand in kostenlosen Kursen statt. Das Angebot an Kursen oder Arbeitsgemeinschaften umfasste z. B. Malen, Basteln, Töpfern oder Nähen, aber auch Arbeitsgemeinschaften wie Junge Matrosen, Junge Kosmonauten, Junge Feuerwehrmänner und Junge Geographen. Die Angebote der Pionierhäuser stellten für die Schulkinder der DDR einen wichtigen Faktor in der Freizeitgestaltung dar.